# Estrés hídrico

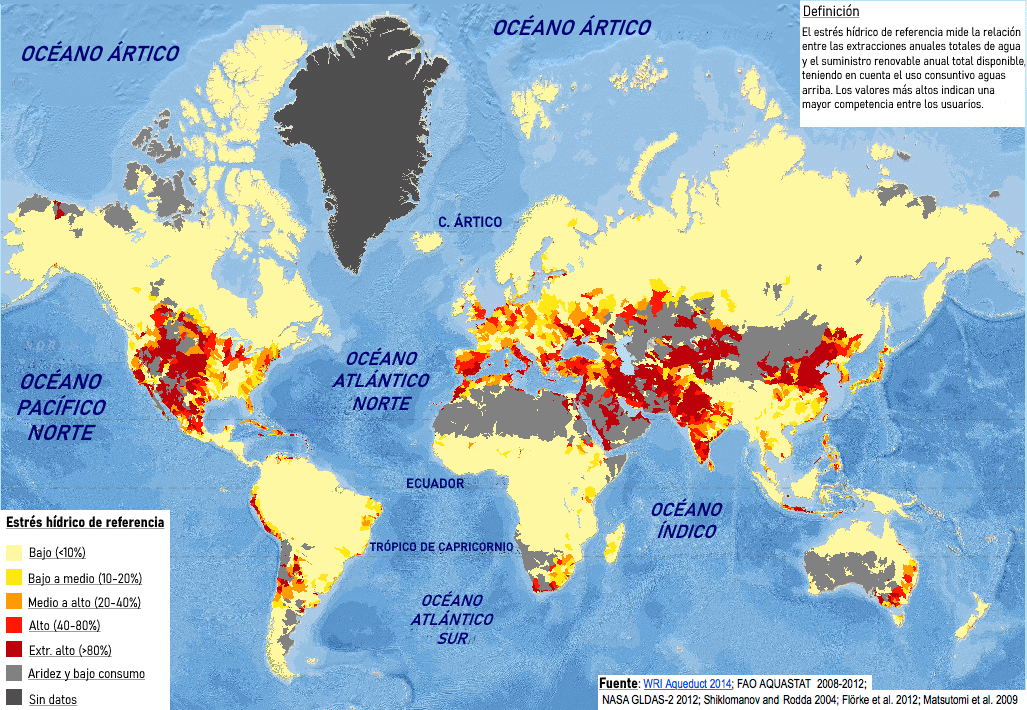
Relación entre las extracciones anuales totales de agua y el suministro renovable anual total disponible, teniendo en cuenta el uso consuntivo aguas arriba.

Se habla de estrés hídrico cuando la demanda de agua es más alta que la cantidad disponible durante un periodo determinado o cuando su uso se ve restringido por su baja calidad.
El estrés hídrico provoca un deterioro de los recursos de agua dulce en términos de cantidad (acuíferos sobreexplotados, ríos secos, etc.) y de calidad (eutrofización, contaminación de la materia orgánica, intrusión salina, etc.).
Las Naciones Unidas estiman que de los 1400 millones de kilómetros cúbicos de agua en la Tierra, tan solo 200 000 kilómetros cúbicos representan agua dulce disponible para el consumo humano.
Más de una de cada seis personas en el mundo se ve afectado por estrés hídrico, lo que significa que no tienen acceso suficiente a agua potable. Los 1100 millones de personas en el mundo que son afectadas por estrés hídrico, viven todas en países en desarrollo. De acuerdo con el índice de estrés hídrico de Falkenmark, se considera que un país o una determinada región experimenta "estrés hídrico" cuando los suministros anuales de agua caen bajo los 1700 metros cúbicos por persona por año. Si el nivel se encuentra entre 1700 y 1000 metros cúbicos por persona por año, se prevé una escasez de agua limitada o periódica. Se considera que un país se enfrenta a una situación de escasez de agua, cuando el nivel cae debajo de 1000 metros cúbicos por persona por año. En 2006, unos 700 millones de personas en 43 países estaban viviendo por debajo del umbral de 1700 metros cúbicos por persona.
El estrés hídrico se está intensificando en regiones como China, India y África subsahariana. El continente africano tiene el mayor número de países afectado por la escasez de agua, y casi una cuarta parte de la población vive en un país sufriendo de estrés hídrico. La región con mayor estrés hídrico del mundo es el Oriente Medio, con un promedio de 1200 metros cúbicos de agua por persona.  En China, más de 538 millones de personas viven en una región afectada por estrés hídrico. Gran parte de la población afectada por estrés hídrico viven actualmente en cuencas fluviales donde el uso de los recursos hídricos supera en gran medida la capacidad de renovación de las fuentes de agua.